# کفتار قهوه‌ای
کفتار قهوه‌ای (نام علمی: Hyaena brunnea) نام یک گونه از تیره کفتار است که در نامیبیا، بوتسوانا غرب و جنوب زیمبابوه جنوب موزامبیک و آفریقای جنوبی یافت می‌شود. این گونه در حال حاضر کمیاب‌ترین گونه کفتار در جهان است و با جمعیتی حدود ۴۰۰ تا ۱۰۰۰ فردی در رده حفاظتی نزدیک به تهدید قرار دارد. بزرگ‌ترین جمعیت باقی‌مانده کفتار قهوه‌ای در جنوب بیابان کالاهاری و مناطق ساحلی جنوب غرب آفریقا قرار دارند.
کفتار قهوه‌ای عمدتا از لاشه‌ها و جانوران کوچک، به خصوص توله فک‌ها (در مناطق ساحلی) تغذیه می‌کند. این کفتار گاهی از منابع گیاهی و میوه‌جات نیز تغذیه میکند و مسافت‌هایی طولانی را برای یافتن غذا طی میکند.
کفتار قهوه‌ای پس از کفتار خال‌دار دومین کفتار بزرگ جهان است و از لحاظ ژنتیکی در بین کفتارهای امروزی، بیشترین شباهت را به کفتار راه‌راه دارد.
کفتار قهوه‌ای دارای موهای بلندی به رنگ قهوه‌ای ست. گردنی کرم مایل به زرد دارد و روی پاهایش نوارهایی قهوه‌ای رنگ دیده می‌شود.
همانند دیگر کفتارها (به جز آردولف) آرواره‌ای قوی دارد که به شکستن استخوان‌ها و تغذیه از لاشه‌ها کمک میکند.